# Jitřní záře (seriál)
Jitřní záře je šestidílná minisérie z roku 2022 inspirovaná skutečnými osudy, která vznikla pod značkou Voyo Originál. Režíroval ji Dan Wlodarczyk, který je i spoluautorem scénáře společně se svou manželkou Hanou Wlodarczykovou. Premiéru měla 10. června 2022.
V hlavních rolích seriálu se představili Petra Bučková, Jan Plouhar, Veronika Žilková, Lenka Vlasáková, Pavel Zedníček, Jana Janěková, Halka Třešňáková, Martin Sitta nebo Denisa Biskupová.

## Děj
Příběh se odehrává na počátku milénia v malé šumavské vesnici. Do té se přistěhoval mladý pár Pavla Junková a Karel Balcar. Chtěli opustit město, konečně žít po svém, počít vymodlené dítě. Společné soužití ve vesnici se sousedy, kteří mají odlišné životní hodnoty, jim ale jejich sny naruší. Rozhodnutí pojmenovat dceru netradičně spustí soukolí nedorozumění, záště i naschválů nejen uvnitř vesnice, ale i v rámci úřadů a státního aparátu. Osmiměsíční dcera je jim odebrána, do boje o ni vstupují média.

## Obsazení
| Petra Bučková       | Pavla Junková            |
| Jan Plouhar         | Karel Balcar             |
| Jana Janěková       | Jiřina Junková           |
| Pavel Zedníček      | Miroslav Junek           |
| Veronika Žilková    | Mgr. Bohuslava Šnajdrová |
| Lenka Vlasáková     | Ilona                    |
| Sofie Brejchová     | Jitřní záře/ Jitřenka    |
| Mia Bankó           | Jitřní záře/ Jitřenka    |
| Denisa Biskupová    | Jitřní záře/ Jitřenka    |
| Pavel Nový          | František Kubín          |
| Lenka Skopalová     | Milena Kubínová          |
| Karel Zima          | Láďa Kubín               |
| Martin Sitta        | starosta Rousek          |
| Halka Třešňáková    | matrikářka Fulínová      |
| Petra Špindlerová   | Věra                     |
| Kristýna Podzimková | Žaneta                   |

## Seznam dílů
| Pořadí | Původní název | Režie          | Scénář                         | Datum premiéry    |
| ------ | ------------- | -------------- | ------------------------------ | ----------------- |
| 1      | Epizoda 1     | Dan Wlodarczyk | Dan Wlodarczyk Hana Wlodarczyk | 10. června 2022   |
| 2      | Epizoda 2     | Dan Wlodarczyk | Dan Wlodarczyk Hana Wlodarczyk | 17. června 2022   |
| 3      | Epizoda 3     | Dan Wlodarczyk | Dan Wlodarczyk Hana Wlodarczyk | 24. června 2022   |
| 4      | Epizoda 4     | Dan Wlodarczyk | Dan Wlodarczyk Hana Wlodarczyk | 1. července 2022  |
| 5      | Epizoda 5     | Dan Wlodarczyk | Dan Wlodarczyk Hana Wlodarczyk | 8. července 2022  |
| 6      | Epizoda 6     | Dan Wlodarczyk | Dan Wlodarczyk Hana Wlodarczyk | 15. července 2022 |